# Johann Wilhelm Meigen

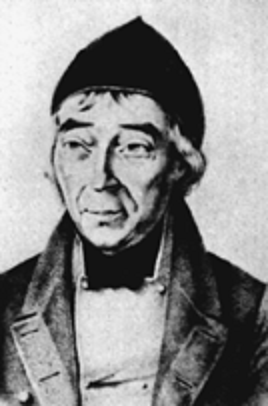
Johann Wilhelm Meigen

Johann Wilhelm Meigen (* 3. Mai 1764 in Solingen, Herzogtum Berg; † 11. Juli 1845 in Stolberg (Rhld.), Rheinprovinz) war ein deutscher Entomologe und er beschäftigte sich auch mit Botanik, sein Autorenkürzel ist Meigen.

## Leben und Wirken

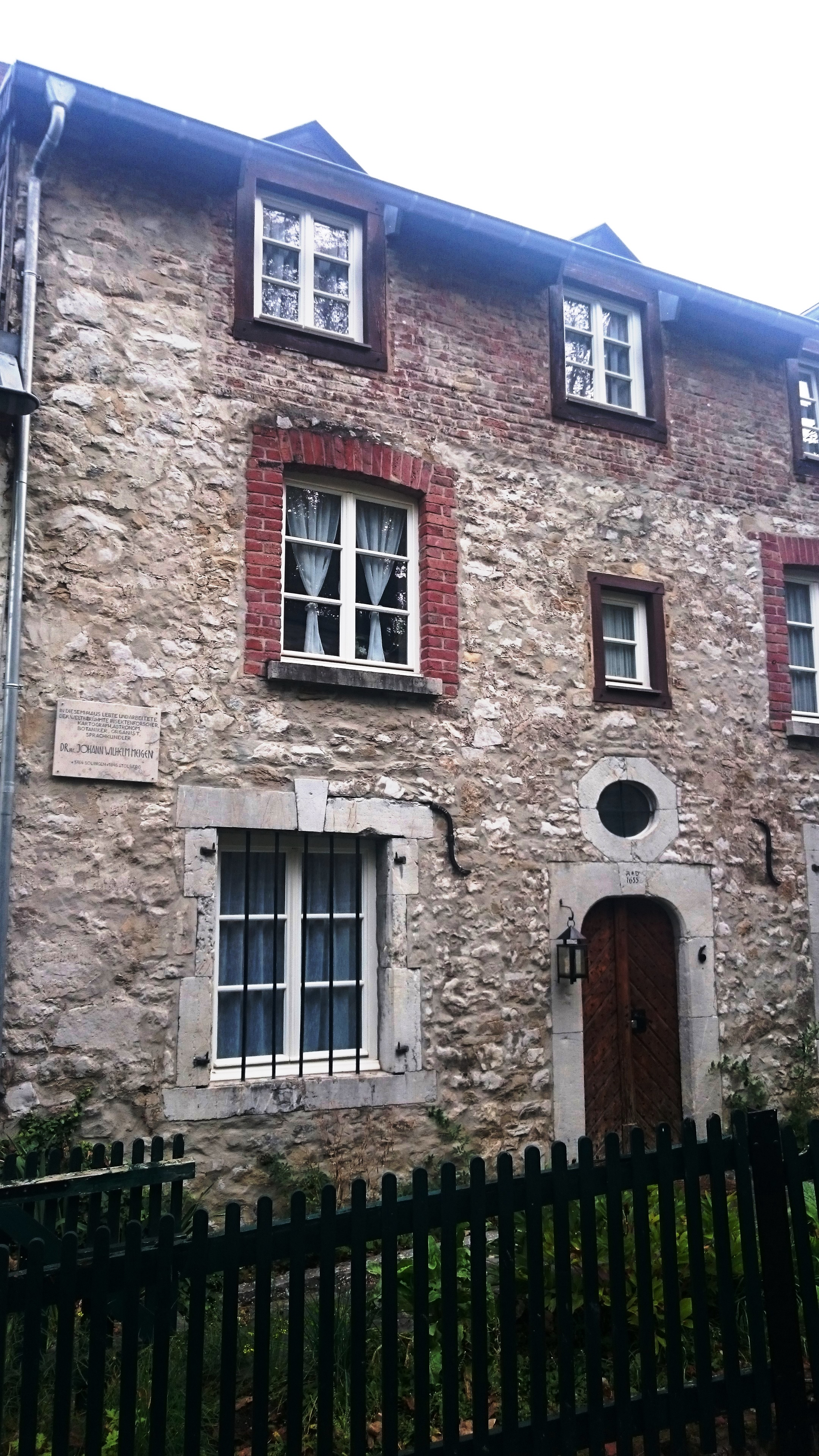
Ehemaliges Wohnhaus in Stolberg Rhld.

Seine Eltern waren Johann Clemens Meigen (1732–1802) und dessen Ehefrau Sibylla Margaretha Bick (1732–1814). Diese betrieben mit bescheidenen Mitteln einen Krämerladen in Solingen. Meigen wurde als fünftes von acht Kindern geboren.
Er interessierte sich bereits in jungen Jahren für die Natur und begann im Alter von zehn Jahren Schmetterlinge zu sammeln. Eine erste Ausbildung erhielt er in Mathematik und vor allem in Französisch. In Aachen ging er ab 1784 bei dem Händler Pelzer in die Lehre.
Ein Vetter von ihm, der Wollhändler Johann Matthias Baumhauer (1759–1818), war leidenschaftlicher Insektenforscher und besaß eine ansehnliche Sammlung, insbesondere von Schmetterlingen. Bald half ihm der junge Meigen bei der Betreuung seiner Sammlung, die etwa 1.200 Stücke umfasste. Er begann, wissenschaftlicher vorzugehen und es gelang ihm, für die Bestimmung der Arten einige Entomologiewerke zu besorgen, unter anderem von Johan Christian Fabricius (1745–1808). Seine ersten wissenschaftlichen Beobachtungen machte er insbesondere bei der Flügeläderung der Fliegen und stellte damit die von Linné definierten Gattungen in Frage, ohne zu wissen, dass Thaddeus William Harris (1795–1856) in Großbritannien und Louis Jurine (1749–1819) in Genf zu ähnlichen Schlussfolgerungen kamen. Um die Flügel der Zweiflügler besser untersuchen zu können, erwarb er auf einer Messe in Leiden ein Mikroskop mit 20-facher Vergrößerung.
Im Herbst 1786 starb der Organist von Solingen. Dieses Amt wurde Meigen angeboten, da auch das Unterrichten der französischen Sprache dazugehörte. Er nahm die Stellung an, die neben anderen Vorteilen auch den Aufenthalt in der Nähe seiner Familie erlaubte. 1792 begann er mit Zeichenstudien, während er weiterhin in Schulen der Aachener Umgebung Französisch lehrte. Dabei unterrichtete Meigen vornehmlich die Kinder der zahlungskräftigen Kupfermeister in Stolberg, wo er von 1796 bis zu seinem Tode tätig war. Privatunterricht erteilte er in den Fächern Zeichnen, Geographie, Weltgeschichte und Musik (Klavierspiel).

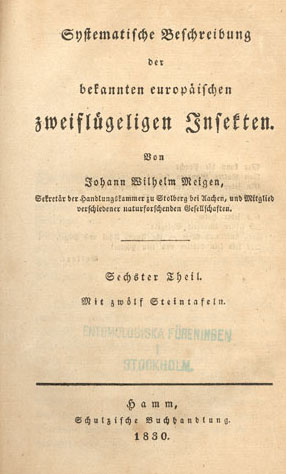
Titelblatt der „Systematischen Beschreibung der bekannten Europäischen zweiflügeligen Insekten“, Band 6

1801 begegnete er Bernard Germain Lacépède (1756–1825), der zum Besuch der Brauereien nach Stolberg gekommen war. Meigen zeigte ihm seine Zweiflüglerzeichnungen. 1802 wurde er von Johann Karl Wilhelm Illiger (1775–1813) und Johann Centurius von Hoffmannsegg (1766–1849) zum Besuch nach Aachen eingeladen, wo sie als Kurgäste weilten. Es ist Illiger zu verdanken, dass die ersten Arbeiten von Meigen erscheinen konnten. Im selben Jahr entdeckte Fabricius beim Besuch in Paris Meigens Arbeiten und ersuchte ihn um ein Treffen, das dann in Stolberg stattfand. Fabricius warf Meigen vor, keine Klassifikationsmethode anzuwenden, die sich nur auf einen bestimmten Körperteil gründet, sondern jeweils nach den Erfordernissen wechselte.
Das Jahr 1808 war wegen der drastisch sinkenden Zahl von Französisch-Schülern schwierig. Meigen erhielt darauf einen Posten als Sekretär bei der Handelskammer Stolberg. 1812 wurde er von der französischen Regierung in der Aachener Verwaltung angestellt. Meigen erstellte topographische Karten für das Département de la Roer, die Bürgermeisterei Stolberg sowie eine Übersichtskarte und elf Kreiskarten für den Bezirk Köln. Auch die Zeit von 1816 bis 1817 war für Meigen sehr schwierig, da er nach dem Verlust der meisten Unterrichtsmöglichkeiten große Probleme hatte, seine Familie zu ernähren, die sieben Kinder umfasste.
Die Könige Preußens, Dänemarks und Württembergs und der Kaiser Österreichs beauftragten ihn schließlich, eine Neuauflage seiner Veröffentlichung von 1804 herauszugeben. Dafür vertraute man ihm die Sammlungen der Museen Wiens und Berlins an (wo die Sammlung Hoffmannseggs aufbewahrt wird), sowie die von Peter Simon Pallas (1741–1811). 1818 veröffentlichte er den ersten Band einer Insekten-Fauna: Systematische Beschreibung der bekannten Europäischen zweiflügeligen Insekten, dem sechs weitere nachfolgten, der letzte erschien 1838.
Baumhauers Witwe beauftragte ihn 1818, dessen Sammlung von wenigstens 50.000 Stücken zu bestimmen, die aus Deutschland, Frankreich, den Pyrenäen, den Alpen und Norditalien stammten. Nach dieser Arbeit wurde die Sammlung für 1.100 holländische Gulden an die Museen von Leiden und von Lüttich verkauft. Auch in die Sammlung des inzwischen verstorbenen Fabricius durfte er Ordnung bringen, wofür er 1823 von Christian Rudolph Wilhelm Wiedemann (1770–1840) nach Hamburg eingeladen wurde. Bei seinem anschließenden Besuch in Schweden und Dänemark entstanden mehr als 600 Naturzeichnungen.
1822/23 veröffentlichte Meigen eine Serie astronomischer Karten, wie „Der gestirnte Himmel oder Beschreibung aller in Europa sichtbaren Sternbilder“, einen Himmels-Atlas aus 16 Tafeln und einem Hilfsbuch. Kurz vor seinem Tod wurde ihm am 3. Mai 1845 für seine Arbeiten zu den Zweiflüglern die Ehrendoktorwürde der Philosophischen Fakultät der Friedrich-Wilhelm Universität Bonn verliehen.

## Familie
Er heiratete 1804 Adelhaid Mänß (1787–1883) die Tochter des Fassbinders Peter Mänß (1752–1827) aus Wanheim (heute Teil von Duisburg). Das Paar hatte 8 Söhne und 5 Töchter. Darunter der Oberlehrer Wilhelm Meigen (1827–1912), Enkel waren der Botaniker Friedrich Meigen (~ Carl ~; Fritz ~) (1864–1946) und dessen Bruder, der Chemiker und Florist Wilhelm Meigen (1873–1934).

## Werke
- Systematische Beschreibung der bekannten europäischen zweiflügeligen Insekten, 7 Bände, Aachen/Halle 1818–1873 Digitalisat in der Biodiversity Heritage Library.
- Systematische Beschreibung der europäischen Schmetterlinge, 3 Bände, Aachen/Leipzig 1829–1832.